# ライアン・ショウクロス
ライアン・ジェイムス・ショウクロス（Ryan James Shawcross, 1987年10月4日 - ）は、イングランド出身の元サッカー選手。現サッカー指導者。

## 生い立ち
イングランドのチェスターで生まれ、ウェールズのフリントシャー県のバックリーで育ち、バックリーにあるエルフェド・ハイスクールで学んだ。
小学校時代には、フリントシャー・ボーイズ（フリントシャーの選抜チーム）に選ばれていた。そのチームでは、ガリー・スピード、マイケル・オーウェン、イアン・ラッシュもかつてプレイしており、ショウクロスの弟のローリー（ポジションは兄と同じディフェンダー）もプレイしていた。

## クラブ経歴

### ユース
2003-04シーズンには、マンチェスター・ユナイテッドのU-17のチームで22試合に出場し、ノッティンガム・フォレスト戦、ブラックバーン・ローヴァーズ戦でゴールを挙げた。
2004-05シーズンは、U-18のチームで21試合に出場し、2005年3月5日に行われたエヴァートン戦でゴールを記録した。リザーブチームのゲームにも5試合出場し、セントラルリーグ（プレミアリザーブリーグの下部リーグ）のディヴィジョン1イーストのタイトルを獲得した。
2005-06シーズンはプレミアリザーブリーグで好成績を収めたリザーブチームの一員であった。リザーブチームは、マンチェスター・シニアカップ、FAプレミアリザーブリーグ・ノース、プレミアリザーブリーグのプレイオフではトッテナム・ホットスパーのリザーブチームに勝利し、3冠を達成した。
トップチームデビューとなったのは、2006年10月25日に行われたリーグカップ3回戦のクルー・アレクサンドラ戦であり、マイケル・バーンズと交代で出場した。
2007年1月にレンタルでロイヤル・アントワープに加入し、夏にユナイテッドに戻るまでレギュラーとしてプレイし、チームのプレイオフ進出に貢献するとともに、ショウクロス自身も3ゴールを挙げた。

### ストークへのローン
2007年8月9日、ショウクロスは6ヶ月間の期限付きでチャンピオンシップに所属するストーク・シティに加入することになった。ショウクロスは、1-0で勝利した開幕戦のカーディフ・シティ戦、リーグカップのロッチデール戦と2試合連続でゴールを挙げた。

### ストーク・シティ
ローンで加入している間にショウクロスのストークでの評価は高まり、2008年1月の移籍市場で完全移籍で加入することになった。2008年1月18日に手続きは完了し、マンチェスター・ユナイテッドへは100万ポンドが支払われ、ストーク・シティが昇格を果たした場合とショウクロスの出場機会に応じて、ユナイテッドにはもう100万ポンドの移籍金が支払われることになっていた。
素晴らしいプレミアリーグでのデビューシーズンを終えると、ウェストハム・ユナイテッド、フルアム、エヴァートン、リヴァプール、マンチェスター・ユナイテッドが獲得に興味を示しているとの報道がなされたが、ショウクロスも監督であるトニー・ピューリスもその噂を否定した。2009-10シーズンの開幕戦のバーンリー戦ではヘディングからゴールを挙げ、2-0の勝利に貢献した。2010年2月27日に行われたアーセナル戦でショウクロスのタックルによりアーロン・ラムジーが骨折し、ショウクロスは退場処分を受けた。すぐに病院に搬送しなければならない程のラムジーの怪我を見たショウクロスは涙を流しながらピッチを後にしたが、試合後にチームメイトのダニー・ピューとロリー・デラップはショウクロスを擁護した。
「彼は献身的な選手だが、意図的に誰かを怪我させようとする選手では決してない。」「みんな何が起こったのかをすぐに理解していたが、審判（ピーター・ウォルトン）は相手選手を怪我させた以上ショウクロスを退場処分にしなければならないと言っていた。」 —ストークの選手ローリー・デラップ、ライアン・ショウクロスのタックルと退場について語る。
ショウクロスは上記のようなタックル後の態度もあり、アーセナルのファンから300通を超える同情のメールを受け取った。また3月4日の親善試合・エジプト戦ではイングランド代表に初招集された（出場はなし）が、ショウクロスは「代表の全選手が親切に接して試合に集中させてくれた」と語った。

### インテル・マイアミ
2021年2月20日、MLSのインテル・マイアミCFへ加入することが発表された。

## 代表経歴
2008年1月、UEFA U-21欧州選手権の予選のアイルランド代表戦に臨むU-21イングランド代表のメンバーに招集された。ショウクロスはそれ以前に、U-15のウェールズ代表として、ベルギー代表戦とアイルランド代表戦に出場した経験があった。
2009年10月、FIFAは16歳より前に5年間義務教育を受けた国で代表としてプレイすることを許可したが、ショウクロスは2010年3月に行われるエジプト代表戦に臨むイングランド代表のメンバーに招集された。
2012年11月14日にソルナで行われたスウェーデン代表との親善試合で途中出場し、A代表初出場を果たした。しかし、相手FWのズラタン・イブラヒモビッチに4得点を決められ、この試合を最後にショウクロスはイングランド代表に招集されなくなってしまった。2016年にショウクロスは「ズラタンは僕の代表キャリアを壊したんだ。僕はチャンスを得たけど、彼を止められるDFは多いとは思わない」と語っている。